# ستافوردشاير
ستافوردشاير مقاطعة في منطقة الميدلاندز في إنجلترا، وتضم منطقة صناعية كبيرة حول ستوكـ أون ـ ترنت تُدعى مصانع الخزف. لكنَّ المقاطعة ليست كلها صناعية. يَفِدُ الكثير من الزوار إلى منطقة دَوفْديلالجميلة الواقعة على حدود ستافورد شاير وديربيشاير للسياحة. وتتسم منطقة كانوك تشيز الواقعة جنوبي ستافوردشاير بشعبية مماثلة. وهناك حِزامٌ من الأراضي الزراعية يمتدُّ بطول المقاطعة وحتى جنوبي كانوك تشيس. وهي تضم قرىً كثيرةً، كما تضمُّ مدينَة ليشفيلد.
وفي عام 1974م، اقتُطِعَتْ أجزاءٌ من ستافورد شاير، لتكوّن جزءًا من مقاطعة جديدة تُدْعى ميدلاندز الغربية وقد أصبحت معظم مناطق جنوب ستافوردشاير جزءًا من المقاطعة الجديدة بما في ذلك مدن صغيرة، هي: أولدردج، وبراون هيلز، ودَدْلِي، وولسال، ووست برومويتش، وولفرهامبتون. وقد أدت هذه التغيرات إلى إزالة منطقة صغيرة مزدحمة بالسكان وخفَّضت عدد سكانَ المقاطعة إلى النّصف.

## موجز
| المركز الإداري | المدن الكبرى                                            | المساحة  | السكان                      | المنتجات الرئيسية |
| -------------- | ------------------------------------------------------- | -------- | --------------------------- | --- |
| ستافورد        | ستوك ـ أون ـ ترنت، نيوكاسل ـ أندر ـ ليم، كانوك، ستافورد | 2715 كم² | إحصاء 1991م: 1,020,300 نسمة | الزراعة: الألبان، الصناعة والعمليات الصناعية: الطوب، الآجر، التجهيزات الكهربائية، الأدوات الهندسية، الحفّارات، الجوارب، الحديد، الخزف.التعدين: الفحم الحجري |

## السكانونظام الحكم
- التقاليد المحلية

يقيم السكان فيأبوتس برومليفي كل سبتمبر احتفالاً تقليديًا ويؤدون رقصة القرن. وفي هذا الاحتفال يقوم فريق مُؤلَّف من اثني عشر رجلاً بالرقص عبر شوارع القرية، وقد ارتدى ستة منهم قرون الوعل. ويعتقد العديد من العارفين أن بداية هذا التقليد تعود إلى العصور التي سبقت ظهور النصرانية، وهي طقوس كانت تُؤدَّى في الماضي لإله سلْتي. ويَعتقد بعض الناس أن الرقص إنما هو احتفال بحق القرويين في الصيد في غابة محلية.
- الترويح

كرة القدم أشهر لعبة مُنظَّمة. وقد زاد خلال الأعوام الأخيرة الماضية عددُ اللاعبين الهواة إلى حد كبير. ويلعب نادي ستوك سيتي ضمن اتحاد كرة القدم الإنجليزي. أما فريق منطقة ستافورد شاير للعبة الكريكيت، فإنه يلعب ضمن اتحاد للفرق الصغيرة. كما أن لعبة الهوكي رياضة شائعة. ويَسْتَخْدِم العديد من صيّادي السمك قنوات ستافورد شاير المائية لصيد السمك بالشِّص. كما توجد حلبة لسباق الخيل في أتوكستر التي تُستخدم في السباقات الوطنية للخيل.
- الحكومة المحلية

تقسم مقاطعة ستافورد شاير إلى تسع مناطق حكم محلي هي: كانوك تشيز؛ ستافوردشاير الشرقية التي تضم بيرتون أبون ترنت وليشفيلد ونيوكاسل ـ أندر ـ ليم وستافوردشاير الجنوبية وستافورد وستافوردشاير مُورلاندز التي تضم ليك وستوك ـ أون ـ ترنت وتامورث. وتجتمع المحكمة الملكية في ستافورد وستوك ـ أون ـ ترنت. وتخدم المقاطعة قوات للشرطة مركزها مخفر ستافوردشاير

## الاقتصاد
- التصنيع.

ستوك ـ أون ـ ترنت هي أضخم مركز لصناعة الخزف في بريطانيا. وقد تكونت هذه البلدة في القرن العشرين الميلادي، لتضم ستوك وخمس قرى أخرى، هي: بورسلم وفينتون وهانلي ولنجتون وتنستول.
يدعى عمال البلدة بصانعي الخزف لأنهم يُنتجون الخزف بالإضافة لأشياء أخرى مثل القرميد والعوازل الكهربائية والأدوات الصحية والآجرّ. ويستخدم العمال مادة الكاولين (الطين الصيني الأبيض) الذي يجلبونه من ديفون وكورنوول، كما يستخدمون الفخَّار والصوان الذي يحصلون عليه من دورست.
تقوم في بلدة ستوك ـ أون ـ ترنت عدة صناعات أخرى، حيث يُنْتِج الصنّاع الزجاج وقطع الآلات والبلاستيك والمطاط والأنسجة. وتعد بيرتون أيضًا مركزًا صناعيًا مهمًا. والبلدة تُنْتِج أيَضًا المواد الغذائية وآلات الحياكة والمُعدَّات الحديدية والجوارب. وفي كانوك، التي تُعَدُّ مركزًا لحقل فحم حجري في كانوك تشيز، بعض الصناعات الهندسية الخفيفة، حيث يُنتج الصناع الفُرَش، والتجهيزات الكهربائية والجوارب والمجوهرات. كما يُنتج عمال نيوكاسل ـ أندر ـ ليم القرميد والآجرّ والكبلات والمنسوجات القطنية والمعدَّات الكهربائية. وستافورد مدينة قديمة تطورت حول مصنع للأحذية. ولاتزال دباغة الجلود مزدهرة في البلدة.
- التعدين.

تعدين الفحم الحجري صناعة عريقة في ستافوردشاير، ولا تزال تتمتع بأهميتها رغم تراجعها الضئيل خلال السنوات الأخيرة. وأهم حقول الفحم الحجري: حقلا ستافوردشاير الشمالية وكانوك تشيز. وأضخم حقل فحم حجري في الميدلاندز هي ليتلتون كولْيَرِي في كانوك.
- الزراعة.

تقوم الزراعة بشكل رئيسي على المراعي. وتشغل المراعي نحو ثلثي مساحة الأرض المزروعة في البلد. كما يربي المزارعون الأغنام في الأراضي الأقل خصوبة مثل مرتفعات ألبناين. ويُربي بعض المزارعين الدّجاج. أما مزارعو المنطقة الجنوبية من المقاطعة، فإنهم يقومون بزراعة القمح.
- النقل والاتصالات.

يمر الطريق السريع إم 6 في وسط المقاطعة مارًا بالقرب من كانوك وستافورد، وستوك ـ أون ـ ترنت. وفي ستافورد شاير الجنوبية، يشكل الطريق إم 54 حلقة الوصل بين إم 6 ومدينة تِلْفورد في شروبشاير. ويمر طريق آخر عبر المقاطعة من الشرق إلى الغرب. ويصل الخط الرئيسي للخطوط الحديدية البريطانية مدينتي تامورث وستافورد بشبكة كبيرة من الخطوط عند كرو في تشيشاير.
وتُطْبَع الصحف اليومية في كلٍ من بيرتون أبون ترنت وستوك ـ أون ـ ترنت. وتوجد في المدينة الأخيرة محطة إذاعة محلية تابعة لهيئة الإذاعة البريطانية، كما توجد بها محطة بث مستقلة هي سيجنال راديو. وفي المقاطعة عشر صحف محلية تصدر أسبوعيًا

## السطح
- الموقع والمساحة.

ستافوردشاير منطقة داخلية يَحدّها شمالاً تشيشاير، وشرقًا ديربيشاير وليسترشاير، وجنوبًا كل من ووريكشاير وميدلاندز الغربية وهرفورد وووستر، وغربًا شروبشاير. ويبلغ طول المقاطعة من الشمال إلى الجنوب نحو 89كم وعرضها من الشرق إلى الغرب نحو 61كم.
- الأقاليم الطبيعية.

تضم هذه المنطقة الأراضي الأكثر ارتفاعًا شمالي ستافوردشاير. وترتفع هذه المنطقة نحو 460م، وهي تشكل النهاية الجنوبية الغربية القصوى لسلسلة مرتفعات بناين. ويُشكِّل حقل الفحم الحجري في ستافوردشاير الشمالية، ومركزه ستوك ـ أون ـ ترنت، جزءًا من هذا الإقليم.
أما ستافوردشاير الجنوبية فهي سهل تتخلله بعض المرتفعات. وتُعدّ كانوك تشيز منطقة ريفية واسعة لم تصلها يد التلف بعد. وتبلغ مساحتها 140كم²من الأراضي السبخة، ويرتفع معظمها فوق مستوى سطح البحر نحو 150 م. وتنمو الغابات ـ التي كانت يومًا ما جزءًا من غابة ملكية للصيد ـ بين السراخس على التلال. وتضم كانوك تشيز أيضًا الطرف الشمالي لحقل الفحم الحجري في كانوك تشيز.
- الأنهار.

تشمل الأنهار نهر ترنت الذي ينبع من مستنقع بيدالف شمال شرقي ستافورد شاير، أما روافد نهر ترنت فهي: تيم وسو وبليث ودوف. ويسير نهر ترنت شرقًا عبر الميدلاندز قبل أن ينحرف شمالاً لينضم لنهر هَمْبرَ. ويجري نهر ستور جنوبًا ليلتقي بنهر سيفرن.
- المناخ.

يبلغ معدل هطول الأمطار سنويا بين 635 و760ملم. وفي الشمال، يبلغ المعدل 1,020ملم، بسبب الارتفاع في مرتفعات بناين. ويبلغ مُعدَّل درجات الحرارة في يناير 4°م ماعدا مرتفعات بناين، وكانوك تشيز. وفي هاتين المنطقتين يبلغ معدل درجات الحرارة في يناير 3°م. وفي يوليو، يبلغ معدل درجات الحرارة 17°م في معظم المناطق. ويكون الطقس أحيانًا أكثر برودة في المناطق المرتفعة.

## نبذة تاريخية
استقر الرومان قرب مدينة ليشفيلد خلال القرنين السابع والثامن الميلاديين. كما غَدَت مدينة تامورث في الجنوب الشرقي مقرّا مَلَكِيًا لمملكة مرسيا. وقد سُجِنَتْ الملكة ماري، مَلِكةُ أسكتلندا في قلعة تتبري قرب بيرتون أبون ترنت في أواخر القرن السادس عشر الميلادي.
طور جوزشيا وجوود الصناعي الشهير صناعة الخزف المحلي. وبنى مصنعه قرب إتروريا التي أصبحت الآن جزءًا من ستوك ـ أون ـ ترنت. واليوم يُنْتج العمال الخزف في مصنع خزف الوجوود في منطقة بارلاستون قرب ستوك ـ أون ـ برنت. وقد وُلِد إسحق والتن قرب ستافورد وكان يصطاد السمك في مياه نهر دوف. كما تعلّم كل من الدكتور صمويل جونسون وديفيد جاريك في مدرسة ليشفيلد للغات، وغادرا معًا ستافورد شاير إلى لندن حيث أصبح جونسون كاتبًا شهيرًا، كما أصبح جاريك ممثلا شهيرًا أيضًا. وينتمي إلى المنطقة أيضًا كاتب آخر هو أرنولد بنيت حيث كتب بعض رواياته حول مصانع الخزف.

## أماكن يمكن زيارتها
| آلتون | بِتُلِي                                                                                 | كانوك تشيز | لِيشفيلد | شفبورو                                                                           | قلعة تامورث                                                                                          | تانستول                                                                  | تَتْبرِي |
| --- | ------------------------------------------------------------------------------------ | --- | --- | -------------------------------------------------------------------------------- | --- | ------------------------------------------------------------------------ | --- |
| فيها آثار قلعة مبنية في القرن الثاني عشر. وأبراج آلتون مبنية على مساحة من الأرض تبلغ 240 هكتارًا. وهناك مركز للاستجمام يَجْذِب إليه آلاف السيّاح كلَّ عام. | تقع قرب نيوكاسل ـ أندر ـ ليم، وفي القرية العديد من البيوت التي يدخل الخشب في بنائها. | منطقة سبخية طبيعية. يتسلق كثير من الزوار إلى حلقة القلعة، وهي أعلى نقطة في تشيز. ويبلغ ارتفاعها 210م فوق مستوى سطح البحر. | فيها كاتدرائية ذات ثلاثة أبراج مستدقة يعود تاريخها إلى القرن الثاني عشر الميلادي. ويعود تاريخ مشافي سانت جون وتشابل وميلي إلى فترة حكم التيودوريين. | تقع قرب ستافورد، وفيها قصر كان منزلاً لإيرل ليشفيلد ومتحف يعْكس حياة ستافورد شاير. | وهي مُتحف يضم قاعة ولائم يعود تاريخها إلى القرن الخامس عشر، ومساكن يعود تاريخها إلى القرن السابع عشر. | وتقع في ستوك ـ أُون ـ ترنت، وفيها متحف فريد يُظهر تاريخ التعدين في المنطقة | فيها آثار قلعة يعود تاريخها للقرن الرابع عشر. وقد استُخدمت لسجن ملكة أسكتلندا ماري، خلال القرن السادس عشر الميلادي. |